# «Нью-Йорк Янкис» в сезоне 2013
Сезон 2013 года станет для Нью-Йорк Янкис 113 в истории команды. В матче открытия «Янки» принимали на своём поле принципиальных соперников из «Бостона». Перед сезоном команду пополнили такие игроки как Хироки Курода, Мариано Ривера, Кевин Юкилис и Итиро Судзуки.

## Регулярный чемпионат

### Апрель
Перед стартом сезона серией против «Ред Сокс» из-за травм выбыло несколько игроков основного состава — шортстоп Дерек Джитер, первый бейсмен Марк Тейшейра и аутфилдер Кёртис Грандерсон. Ослабленные «Янки» уступили в двух стартовых играх Бостону.
| # | Дата     | Соперник        | д/г | Счёт | Зрителей | В-П |
| - | -------- | --------------- | --- | ---- | -------- | --- |
| 1 | 1 апреля | Бостон Ред Сокс | д   | 2:8  | 49514    | 0-1 |
| 2 | 3 апреля | Бостон Ред Сокс | д   | 4:7  | 40216    | 0-2 |
| 3 | 4 апреля | Бостон Ред Сокс | д   | 4:2  | 40611    | 1-2 |
| 4 | 5 апреля | Детройт Тайгерс | г   | 3:8  | 45051    | 1-3 |
| 5 | 6 апреля | Детройт Тайгерс | г   | 4:8  | -        | 1-4 |

## Текущий состав
Состав команды приведён по состоянию на 31 марта 2013 года